# Відкритий міжнародний університет розвитку людини «Україна»
Відкритий міжнародний університет розвитку людини «Україна» (скор. — Університет «Україна») — неприбутковий вищий навчальний заклад приватної недержавної форми власності, створений у 1998 році.

## Історія
30 червня 1998 р. було прийняте рішення про створення Відкритого міжнародного університету розвитку людини «Україна» на перших Зборах засновників, серед яких — Київська міська державна адміністрація, Українська спілка інвалідів, Міжнародний благодійний фонд розвитку людини, Українське товариство глухих, Міжнародний благодійний фонд інвалідів Чорнобиля, інші юридичні та фізичні особи. Вже 12 липня наступного року розпочала роботу приймальна комісія, і на перший курс було зараховано 1616 студентів. У цьому ж році відкрито перші філії університету в 20 містах України.
2000 року створено ще дві філії Університету «Україна» і здійснено набір на 28 спеціальностей. Загальний контингент студентів університету становить близько 6000 осіб.
У 2001 році територіально відокремлені підрозділи Університету «Україна» розташовані у 24 містах України (охоплено всі регіони). В університеті навчається майже 12 000 студентів.
У 2002 році представництва університету реорганізовують у філії. У Луцьку на базі філії створено Луцький інститут розвитку людини. У Києві на базі університету створено Інститут гармонії поколінь для адаптації літніх людей до реалій сьогодення. Навчання в університеті проводиться вже на 30 ліцензованих спеціальностях. Ще кілька готуються до ліцензування. Повноправно працюють 22 філії і 2 навчально-консультаційні центри. Усього навчається понад 17 тисяч студентів, із них — 1,5 тисячі інвалідів.
Протягом 2003—2004 рр. відкривають нові філії та навчально-консультаційні центри (НКЦ). Територіально відокремлені підрозділи університету продовжують розвиватися і найпотужніші з них стають інститутами. Набір здійснюється на 47 спеціальностях різних освітньо-кваліфікаційних рівнів. В університеті навчається майже 25 тисяч студентів.
Важливим етапом розвитку університету стало проведення педагогічного експерименту, а саме — надання освітніх послуг за дистанційною формою навчання. Інновацію було затверджено спільним наказом Міністерства освіти і науки України та Академії педагогічних наук України. Таким чином, Університет «Україна» як вищий навчальний заклад, що надає освіту особам з інвалідністю, почав впроваджувати в життя технології навчання європейського стандарту. 24 лютого 2004 року створено перший локальний центр дистанційного навчання у місті Полонне Хмельницької області. Згодом створено 16 регіональних центрів дистанційного навчання (РЦДН) та понад 300 локальних (ЛЦДН).
Станом на 1 липня 2004 р. на 50 спеціальностях різних освітньо-кваліфікаційних рівнів здобувають освіту вже майже 33 000 студентів, із них — 1514 осіб навчаються за дистанційною формою.
19 квітня 2005 р. Університет «Україна» отримав ІІІ-IV рівень акредитації.
2006 р. введено в експлуатацію новий корпус (№ 1) Університету «Україна» у Києві, який розташований по вулиці Львівський, 23. У корпусі містяться три факультети: економіки та менеджменту, біомедичних і комп'ютерних технологій; також почав працювати видавничо-друкарський комплекс.
2007 р. університет отримав загальний IV рівень акредитації. У 2008-му р. введено в дію корпус № 2, в якому знайшли місце Факультет інженерних технологій та Інститут автомобільного сервісу.
У 2009—2010 рр. в Університеті «Україна» здійснено значну роботу щодо приведення статусу навчально-наукових підрозділів до вимог чинного законодавства України. У базовій структурі м. Києва п'ять факультетів реорганізовано в інститути. Нині тут діє шість інститутів та один факультет, у складі яких працює 38 кафедр, у тому числі 28 випускових.
Ведеться підготовка бакалаврів, спеціалістів, магістрів. Багатопрофільний коледж «Освіта» здійснює підготовку молодших спеціалістів. Введено в дію оздоровчу базу «Петрівська слобода» у смт Міжгір'я Закарпатської області, де відпочивають студенти та співробітники ВНЗ. Відкрито сучасну їдальню у корпусі № 1. Студентське містечко Університету «Україна» стає окрасою західної частини Києва.

## Здобутки і репутація
За свою нетривалу історію Університет «Україна» здобув як всеукраїнське, так і світове визнання. За результатами незалежного соціологічного дослідження рейтингу вищих закладів освіти України «Софія Київська», проведеному у 2005 р., університет посів 3-тє місце в першій десятці вітчизняних ВНЗ, заснованих на недержавній формі власності, серед 110 ВНЗ.
2006 р. після підписання угоди з японською неурядовою організацією «Зірки миру» Університет «Україна» отримав звання «Університет миру» і став першим у світі вищим навчальним закладом, удостоєним такої високої місії.

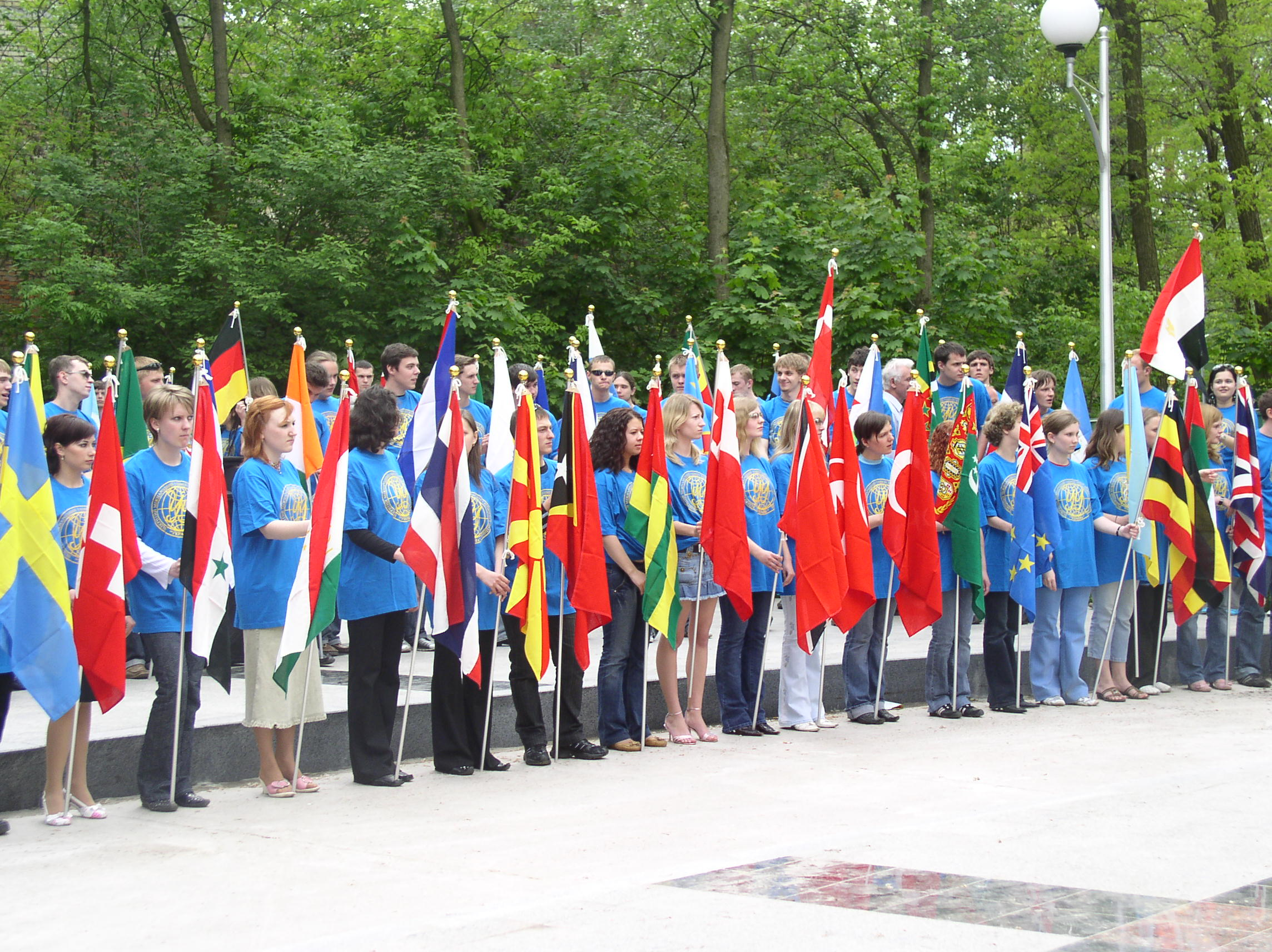
Ангели миру, 2006

Університет «Україна» слугує осередком розвитку спорту, волонтерського та скаутського молодіжних рухів. Університет нагороджено за значний внесок у справу протидії епідемії ВІЛ/СНІДу в Україні. Заклад отримав чимало подяк від Київського міського центру соціальних служб для сім'ї, дітей та молоді, Дитячого фонду ООН, Національної організації скаутів України та ін. за систематичне проведення заходів, спрямованих на оздоровлення молоді та пропаганду спортивної активності серед студентів. Університет започаткував новий напрям спортивного руху серед студентів-інвалідів.
Президент університету Петро Михайлович Таланчук визнаний у світових наукових колах. 6 січня 2003 року Петро Таланчук обраний Почесним членом Світового фонду інновацій (США). Цей фонд заснований Інститутом економічного розквіту і розвитку в 1992 році, його Президентом є Лауреат Нобелівської премії доктор Джером Карле. У 2004 році Петро Таланчук отримав звання Лауреата Міжнародної премії Сократа від Міжнародної корпорації соціального партнерства «Європейська Асамблея Ділових Кіл». Також Президент Університету «Україна» є Почесним членом Товариства українських інженерів Америки.

## Керівництво
Таланчук Петро Михайлович  — Президент Університету «Україна», Заслужений діяч науки і техніки України, доктор технічних наук, професор, дійсний член Національної академії педагогічних наук України, ініціатор створення і президент Академії інженерних наук України, член чотирьох міжнародних академій, почесний ректор Національного технічного університету України «Київський політехнічний інститут», колишній міністр освіти незалежної України.

## Структура Університету «Україна»
У Києві навчальний процес здійснюється у 7 підрозділах:
- Інститут права та суспільних відносин
- Інститут економіки та менеджменту
- Інститут філології та масових комунікацій
- Інженерно-технологічний інститут
- Інститут соціальних технологій
- Інститут комп'ютерних технологій
- Факультет біомедичних технологій.

В університеті діє 20 територіально відокремлених підрозділів, серед яких 13 інститутів, 3 філії та 4 коледжі.
До ТВСП Університету «Україна» належать
1. Білоцерківський інститут економіки та управління
2. Вінницький соціально-економічний інститут
3. Горлівський регіональний інститут,
4. Дніпропетровська філія,
5. Дубенська філія,
6. Житомирський економіко-гуманітарний інститут,
7. Івано-Франківська філія,
8. Карпатський інститут підприємництва (м. Хуст),
9. Центральноукраїнський інститут розвитку людини (м. Кропивницький),
10. Луцький інститут розвитку людини,
11. Мелітопольський інститут екології та соціальних технологій,
12. Миколаївський міжрегіональний інститут розвитку людини «Україна»,
13. Новокаховський гуманітарний інститут,
14. Полтавський інститут економіки і права,
15. Рівненський інститут,
16. Хмельницький інститут соціальних технологій,
17. Придніпровський гуманітарно-економічний коледж (м. Нікополь),
18. Сторожинецький коледж,
19. Тернопільський коледж університету «Україна»,
20. Коледж «Освіта» (м. Київ).

## Матеріально-технічна база

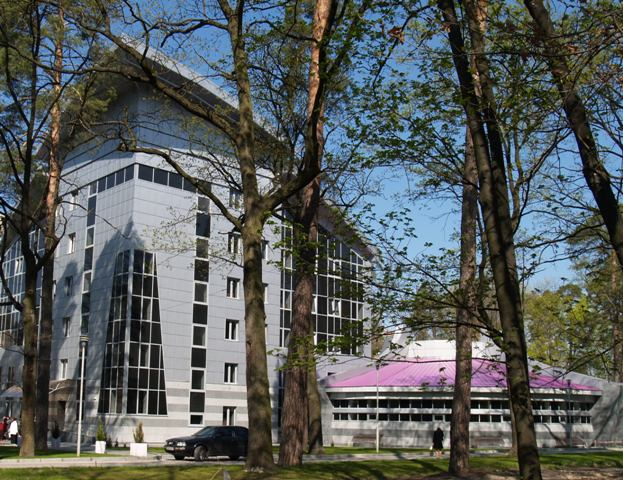
Корпус Університету «Україна»

Університет «Україна» сьогодні — це комфортабельні корпуси, бібліотеки, комп'ютерні класи, лінгафонні кабінети, спортивні майданчики, зали та центри реабілітації у 20 містах країни. Також у базовій структурі м. Києва — видавничо-друкарський комплекс "Університет «Україна», сучасні їдальні та гуртожитки. Цікаво, що кадри з корпусом Університету використовувалися в серіалі «Безсмертник»,  що підкреслює його сучасний та привабливий вигляд.
Студенти мають можливість відпочити в готельно-оздоровчому комплексі «Петрівська Слобода» [Архівовано 31 травня 2022 у Wayback Machine.] в Закарпатській обл. та на Волині. Щороку матеріально-технічна база Університету «Україна» поповнюється.

## Книгозбірня
Бібліотечний фонд станом на 3 листопада 2020 становить 237 228 примірників документів. Директор бібліотеки — Ніна Петрівна Колесникова (з 2010).

## Наукова діяльність і міжнародні зв'язки
Міжнародне співробітництво Університету «Україна» є розгалуженим та інтегрованим у європейський науково-освітній процес.
Пріоритетним у діяльності Університету «Україна» є напрацювання технологій навчання й одночасної соціальної, педагогічної, психологічної та фізичної реабілітації студентів з інвалідністю. В цій галузі університет переймає позитивний досвід закордонних колег, зокрема освітян із США, оскільки в Америці, як і в усіх розвинених європейських країнах, уже давно і серйозно займаються вирішенням потреб людей із обмеженою працездатністю. Саме в питаннях забезпечення рівних можливостей для здобуття освіти інвалідами та здоровими, бідними та багатими педагоги Університету «Україна» вбачають сенс міжнародної співпраці із зарубіжними колегами.
Плідною у цьому напрямку можна назвати співпрацю викладачів університету із професором Ш. Равер-Лампман (програма Фулбрайта, США) щодо удосконалення педагогічного супроводу студентів із інвалідністю. За її допомогою було організовано ряд зустрічей із представниками посольства США в Україні, що сприяло отриманню гранту на виконання проекту «Освіта в аспекті прав людини: покращення можливостей працевлаштування студентів із інвалідністю, які навчаються в університеті» від Фонду сприяння демократії посольства США в Україні. Під час реалізації цього соціально важливого проекту були проведені тренінги для студентів із інвалідністю з питань побудови кар'єри та допомоги у працевлаштуванні; продовжено облаштування Центру розвитку кар'єри для студентів із інвалідністю.
Університет «Україна» активно співпрацює із професором К. Цайнінгером (США), який регулярно виступає з циклом відкритих лекцій для співробітників і студентів університету. Здійснюється систематичний обмін науково-методичними матеріалами із зарубіжними колегами: професором П. Міттлером (Велика Британія), доцентом М. Коні Вейшаар (США), доктором І. Клаусом (Німеччина), а також із Е. Ліндбергом, Б. Лінтоном (Швеція) та іншими відомими викладачами з Європи та Америки.
Розширюються і зміцнюються міжнародні зв'язки не тільки університету загалом. Факультети та кафедри, відокремлені структурні підрозділи в українських регіонах активно налагоджують співробітництво з колегами «по горизонталі». Так, кафедра менеджменту організацій (м. Київ) ефективно співпрацює з інформаційно-аналітичним центром посольства США в Україні. Впродовж останніх років вона провела низку міжнародних конференцій, зокрема «Інтернет для вчителів», «Маркетинг у США», «Етика бібліотекаря». Здійснюється співробітництво з Програмою Організації Об'єднаних Націй («ПРООН — Україна»).

## Студентське життя
Студентам університету надають однакову можливість проявити себе як у навчанні, так і в дозвіллі. Цьому сприяють студентське самоврядування, висока спортивна культура, велика кількість ініціативних творчих людей серед викладачів ВНЗ.
В університеті успішно діє студентський КВК та центр художньої творчості, при якому працюють театральна студія, вокальні та танцювальні ансамблі. Яскраво й творчо тут святкують День студента, День учителя, День захисника вітчизни та традиційні українські свята — Масляну, св. Миколая, Івана Купала. На свято Покрови в університеті влаштовують козацькі змагання. На Андрія молодь бере участь у квестах та театральних постановках. На день іншого святого, Валентина, в стінах Альма-матер гуляють студентське весілля. Крім традиційних свят, в Університеті «Україна» організовують конкурси краси, дискотеки.

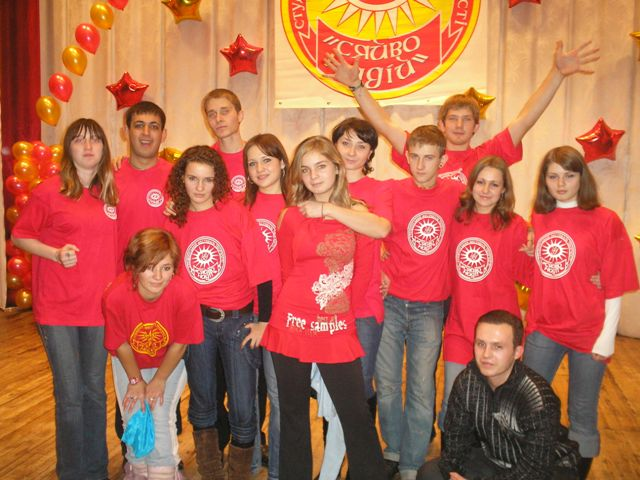
«Сяйво надій», 2006

Всесвітньому дню інвалідів в Університеті «Україна» присвячують фестиваль талантів «Сяйво надій». Захід пропонує студентській молоді з особливими потребами виявити себе у творчості. Фестиваль об'єднує студентів багатьох вітчизняних ВНЗ. Інший фестиваль — «Університетське літо» — теж є окрасою творчого життя закладу.
Поміж студентства університету набув популярності скаутський рух.
Волонтери Університету «Україна» беруть участь у багатьох всеукраїнських молодіжних заходах: збір-похід «Козацькими шляхами», «Витоки», «Студентська республіка», фестиваль «Трипільське коло». Серед численних спортивних подій університету — студентська та викладацька спартакіади, дні здоров'я, ігри та змагання для молоді з різною фізичною підготовкою. Університетом було започатковано Всеукраїнські спортивні ігри серед студентів-інвалідів, які відкрили багатьох майбутніх чемпіонів. Серед вихованців університету чимало переможців всеукраїнських та міжнародних спортивних змагань, а також справжня гордість країни — п'ятнадцять призерів паралімпійських та дефлімпійських ігор і три олімпійські чемпіони.
З 2011 року в університеті діє Студентський медіа-центр.

## Літературна студія «Горлиця»

Логотип студії «Горлиця»

Літературна студія «Горлиця» — творча спільнота студентів і випускників Університету «Україна». Студія допомагає розвитку літературних здібностей тих студентів університету, котрі прагнуть розвивати свої здібності в царині літературного мистецтва, створює умови для розвитку та поліпшення навичок написання поетичних і прозових текстів, ознайомлює студійців з розмаїттям літературних форм і засобів.
Історія
Студія заснована 2003 року на факультеті (нині інституті) філології та масових комунікацій університету. З 2012 року студія діє в рамках проекту "Імідж-центр Університету «Україна». Особливістю діяльності студії є те, що тут розвиває свої здібності й обдарована молодь з обмеженими можливостями.
Біля джерел її діяльності стоять заступник декана факультету Олексій Павлович Татарінов, кандидат філологічних наук, доцент Ольга Михайлівна Пазяк, кандидати філологічних наук Надія Михайлівна Пазяк, Андрій Володимирович Підпалий, кандидат педагогічних наук, доцент Ніна Іванівна Головченко, випускник Університету «Україна», член НСПУ Геннадій Володимирович Горовий.
У 2015—2016 літстудію «Горлиця» очолювала поетеса, член НСПУ, головний редактор і співзасновниця мистецького порталу «Жінка-УКРАЇНКА» Тетяна Череп-Пероганич. Від 2016 — поет Сергій Пантюк.
Діяльність

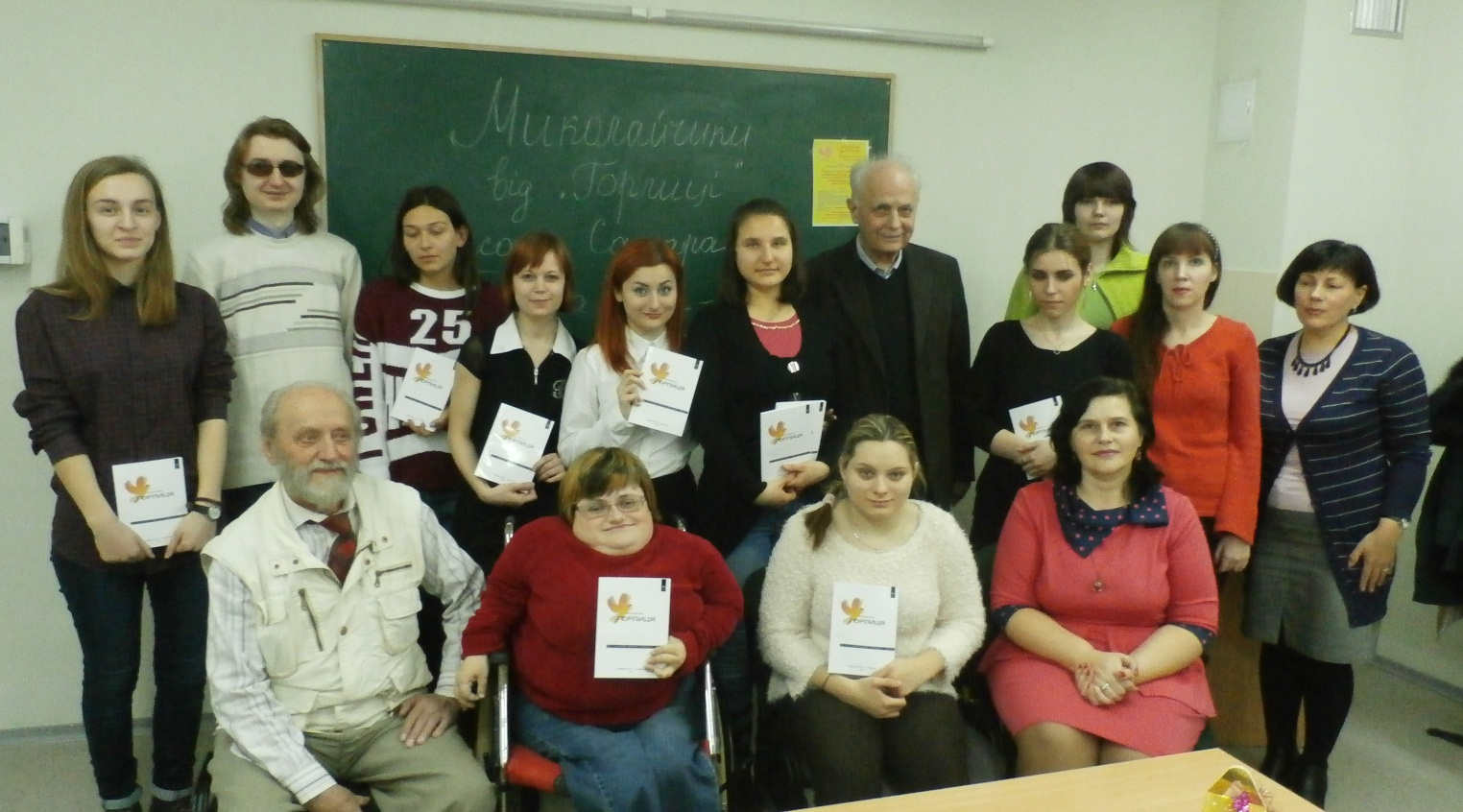
Учасники літературної студії «Горлиця»

Студійці збираються наприкінці кожного місяця (в останню середу). Кожне заняття присвячено опануванню певної теми, наприклад: системи силабо-тонічного віршування, верлібру як форми тонічного вірша, віршів у прозі; навичок добору виразних художніх образів чи епітетів; специфіки перекладу римованої поезії; поетичних мініатюр тощо.
Найчастіше зібрання проходять як майстер-класи запрошених гостей, таких як Петро Перебийніс, Сергій Цушко, Дара Корній, Микола Шекера, Оксана Стогній-Рибась, Тетяна Череп-Пероганич, Оксана Самара, Ярослава Шекера, Тетяна Володай, Тала Пруткова, Тетяна Белімова та інші.
Також відбуваються презентації книг, так, наприклад, роману у жанрі фентезі Дари Корній «Зірка для тебе» чи повісті для підлітків Оксани Радушинської «Метелики в крижаних панцирах» про дівчинку, що послуговується колісним кріслом.
На зібраннях студії учасники читають власні твори, обговорюють їх. За роки діяльності студії свої таланти розкрили Вікторія Скрипник, Світлана Патра, Вадим Рего, Валерія Черняєва, Лілія Гриценко, Яніна Ярмоленко, Олена Мачульська, Вікторія Клюшина, Олександра Фролова, Костянтин Зозуля, Ольга Приндюк, Лілія Завойська, Марія Хохлова, Єлизавета Ковальчук, Анастасія Чебану, Софія Матвієнко, Анна Крюкова, Світлана Проніна, Олександр Чорний, Тетяна Маціборська, Ольга Дашковська, Юлія Скоробогач тощо.
Учасники студії беруть участь у мистецьких заходах, фестивалях («Поетичний рушник», «Сяйво надій», «Українські передзвони») і конкурсах («Коронація слова», «Батл-поет-шоу» тощо)
Альманах «Горлиця»
З 2013 студія видає щорічний літературний альманах «Горлиця». Уже побачило світ три числа збірки

, до яких включено твори студійців і гостей зібрань. Укладач — Н. І. Головченко. Дизайн обкладинки та логотип студії розробив випускник кафедри дизайну Університету «Україна» Євген Рубанік.
Публікації про студію
Крім публікацій університету про студію писали Мистецький портал «Жінка-УКРАЇНКА», газета Голос України.

## Викладачі
- Заслужений юрист України, доктор юридичних наук — Берлач Анатолій Іванович;
- Заслужений журналіст України, кандидат філологічних наук Василь Васильович Губарець;
- доктор технічних наук, професор, Заслужений діяч науки і техніки України Станіслав Сергійович Забара;
- кандидат філологічних наук, доктор суспільно-економічних наук, професор, Заслужений журналіст України Віталій Опанасович Карпенко;
- доктор психологічних наук, професор, лауреат Державної премії України в галузі науки та техніки Клименко Віктор Васильович
- доктор політичних наук і професор Валерій Бебик
- Кущевська Ніна Федорівна (* 1947) — доктор хімічних наук, заслужений працівник освіти України[10].

Досягнути спортивних вершин студентам Університету «Україна» допомагають заслужені тренери: Сослан Георгійович Адирхаєв, Роман Петрович Карпюк, Григорій Карамович Садоян, Василь Каран та ін.

## Студенти
Значних успіхів досягнули студенти університету у спорті. Зокрема, знаменитий рівненчанин Юрій Гуцалюк, майстер спорту України міжнародного класу, неодноразовий призер чемпіонатів світу, чемпіон Європи — 2006, багаторазовий чемпіон України з кікбоксингу (WPKA) 2004—2009 років, чемпіонату світу з карате 2003 року, капітан збірної команди України. Багато поміж вихованців університету тих, чий шлях до перемоги пролягав через подолання власних фізичних обмежень. Про це свідчить кількість чемпіонів і призерів паралімпійських ігор, серед яких Юлія Батенкова (дві срібні та три бронзові медалі з біатлону і лижних гонок на ІХ зимових Паралімпійських іграх у Турині); Юрій Костюк (золотий, дворазовий срібний та бронзовий призер з біатлону та лижних гонок ІХ зимових Паралімпійських ігор у Турині); Ігор Литвиненко (срібний призер ІІ літніх Паралімпійських ігор з футболу (Австрія), чемпіон Європи з футболу); Дмитро Виноградець (чемпіон ХІІІ Паралімпійських ігор з плавання серед спортсменів із ураженнями опорно-рухового апарату, Почесний громадянин Полтави); Анатолій Шевчик (дворазовий Чемпіон ХІІ і ХІІІ Паралімпійських ігор з футболу серед спортсменів із ураженнями опорно-рухового апарату, чемпіон Всесвітніх ігор спортсменів-інвалідів з футболу (Нью-Лондон, США).
Серед призерів і чемпіонів дефлімпійський ігор — Сергій Малишевський (срібний призер ХХ Дефлімпійських ігор в Австралії, бронзовий призер XXI Дефлімпійських ігор у Тайвані, Чемпіон світу з греко-римської боротьби); Андрій Ткаченко (бронзовий призер ХХ і XXI Дефлімпійських ігор в Австралії і Тайвані, срібний призер Чемпіонату світу з греко-римської боротьби); Олександр Колодій (чемпіон XXI Дефлімпійських ігор з кульової стрільби, нагороджений орденом «За мужність» ІІІ ст.); Юлія Солярук (чемпіонка ХХ Дефлімпійських ігор з волейболу).
У лавах студентів та викладачів Університету «Україна» багато людей творчих, чиї пісні, картини та вірші запалюють серця, і чиї здібності захоплюють досвідчених мистецтвознавців. Серед них — художник Анатолій Ломовський, Заслужена артистка України, співачка Світлана Мирвода, письменник Василь Губарець, публіцист Віталій Карпенко. Особливе захоплення викликають мужність і творчість уже прославлених поетів Юрія Титова, Геннадія Горового, Оксани Радушинської; Олени Чинки і Михайла Савельєва, які керують танцювальними гуртками; співачки Інни Олійник і багатьох інших.

## Видатні випускники
- Горбенко Світлана Сергіївна (* 1985) — майстер спорту міжнародного класу з легкої атлетики, чемпіонка Європи, чемпіонка України, призерка чемпіонату Світу, учасниця Паралімпійських Ігор 2004 року, бронзова призерка ХІІІ-х Паралімпійських Ігор 2008 року.
- Пашко Лев Валерійович (нар. 1999) — український військовослужбовець, капітан Національної гвардії України, учасник російсько-української війни, що відзначився у ході російського вторгнення в Україну. Герой України (2022).